# Bælthavet
Bælthavet er en geografisk betegnelse for nogle af de indre danske farvande. Det dækker Samsø Bælt (mod nord afgrænset af en linje mellem Sjællands Odde og Mols), Storebælt, Lillebælt, det Sydfynske Øhav, Smålandsfarvandet og tilgrænsende sunde samt Øresund. Til Bælthavet hører også den tyske del af østersøen vest for linjen Falster–Darß.
Betegnelsen er mest kendt som et af Danmarks Meteorologiske Instituts varslingsdistrikter. Her angives vejrbetingelserne for Øresund dog oftest separat og det tyske område er ikke medtaget. I henblik på det kystnære fiskeri bruges ligeledes en snævere definition.
Der passerer årligt 947 km3 brakvand fra Østersøen gennem bælterne og Øresund til Skagerrak og Nordsøen.